# Kulltorpasjön
Kulltorpasjön är en sjö i Oskarshamns kommun och Vimmerby kommun i Småland och ingår i Marströmmens huvudavrinningsområde. Sjön är 9,9 meter djup, har en yta på 0,268 kvadratkilometer och är belägen 43,1 meter över havet. Sjön avvattnas av vattendraget Marströmmen (Bodaån).

## Delavrinningsområde
Kulltorpasjön ingår i det delavrinningsområde (637557-152889) som SMHI kallar för Utloppet av Kulltorpasjön. Medelhöjden är 58 meter över havet och ytan är 2,73 kvadratkilometer. Räknas de 13 avrinningsområdena uppströms in blir den ackumulerade arean 189,16 kvadratkilometer. Avrinningsområdets utflöde Marströmmen (Bodaån) mynnar i havet. Avrinningsområdet består mestadels av skog (67 procent) och jordbruk (20 procent). Avrinningsområdet har 0,24 kvadratkilometer vattenytor vilket ger det en sjöprocent på 8,9 procent.